# Барон Кромвель
Барон Кромвель (англ. Baron Cromwell) — титул в системе Пэрства Англии, созданный несколько раз в британской истории. Впервые баронский титул был создан в 1308 году для Джона де Кромвеля (умер около 1335). После его смерти титул угас. Вторично титул был создан в 1375 году для Ральфа де Кромвеля (умер в 1398), который стал заседать в парламенте в качестве Лорда Кромвеля. Его внук, Ральф де Кромвель, 3-й барон Кромвель (1403—1455), занимал должности лорда-камергера (1425—1432, 1450—1455) и лорда-казначея (1433—1443) при дворе английского короля Генриха VI. В 1455 году после его смерти на баронский титул стали претендовать его племянницы Мод Стэнхоуп и Джоан Стэнхоуп. В 1490 году после смерти Джоан Мод Стэнхоуп была признана 4-й баронессой Кромвель. В 1497 году Мод Стэнхоуп скончалась бездетной (а её сестра, также не оставив потомства, умерла ещё в 1490-м), а баронский титул вторично прервался.
В 1922 году комитет по привилегиям Палаты лордов начал рассмотрение претензий на баронский титул Селины Фрэнсис Бевик-Копли, жены бригадира сэра Чарльза Уотсона Бевик-Копли. Она была дочерью сэра Чарльза Уотсона Копли, 3-го баронета (1828—1888), и потомком Мод, дочери Ральфа де Кромвеля, 1-го барона Кромвеля. Селина скончалась в июне 1923 года, а в июле этого же года её сын Роберт Годфри Вулзли Бевик-Копли (1893—1966) был признан 5-м бароном Кромвелем. Он занимал должность лорда-лейтенанта графства Лестершир (1949—1966). В 1966 году баронский титул унаследовал его сын Дэвид Годфри Бевик-Копли (1929—1982), 6-й барон Кромвель.
По состоянию на 2010 год обладателем баронского титула является Годфри Джон Бевик-Копли, 7-й барон Кромвель (родился в 1960), старший сын и преемник предыдущего. По закону о пэрах 1999 года он потерял своё место в Палате лордов, а в апреле 2014 года он был избран в Палату лордов в качестве независимого депутата.
В 1461 году титул барона Кромвеля был создан для сэра Хамфри Буршье (умер в 1471), сына Генри Буршье (ок. 1404 — 1483), 5-го барона Буршье, 1-го виконта Буршье и 1-го графа Эссекса, и Изабеллы Кембриджской (1409—1484). После его смерти баронский титул угас.
В 1536 году титул барона Кромвеля был воссоздан для крупного государственного деятеля Томаса Кромвеля (1485—1540). В правление короля Генриха VIII он занимал должности канцлера казначейства (1533—1540), государственного секретаря (1534—1540), лорда-хранителя Малой печати (1536—1540), губернатора острова Уайт (1538—1540) и лорда великого камергера (1540). В 1540 году Томас Кромвель получил титул 1-го графа Эссекса, но позднее в том же году он был казнен за измену, а все его титулы и владения конфискованы. В 1540 году его единственный сын Грегори Кромвель (1520—1592) получил титул 1-го барона Кромвеля. Его потомки носили баронский титул до 1687 года. Его правнук, Томас Кромвель, 4-й барон Кромвель (1594—1653), в 1645 году получил титул графа Ардгласса (пэрство Ирландии).

## Барон Кромвель, первая креация (1308)
- 1308—1335: Джон де Кромвель, 1-й барон Кромвель (умер около 1335), младший сын Ральфа де Кромвеля (умер около 1289) от второго брака с Маргарет де Сомери.

## Барон Кромвель, вторая креация (1375)
- 1375—1398: Ральф де Кромвель, 1-й барон Кромвель (умер 27 августа 1398), сын Ральфа де Кромвеля и правнук Ральфа де Кромвеля (умер 1298/1299), старшего брата Джона де Кромвеля, 1-го барона Кромвеля.
- 1398—1417: Ральф де Кромвель, 2-й барон Кромвель (1368—1417), сын предыдущего
- 1417—1455: Ральф де Кромвель, 3-й барон Кромвель (1403 — 4 января 1455), сын предыдущего
- 1490—1497: Мод Стэнхоуп, 4-я баронесса Кромвель (умерла 30 августа 1497), старшая дочь сэра Ричарда Стэнхоупа (умер в 1436) и Мод де Кромвель, племянница предыдущего
- 1923—1966: Роберт Годфри Вулзли Бевик-Копли, 5-й барон Кромвель (23 мая 1893 — 21 октября 1966), младший сын Чарльза Уотсона Бевик-Копли и Селины Фрэнсис Бевик-Копли; потомок[к 1] Мод Фицуильям (ур. де Кромвель), средней дочери Ральфа де Кромвеля, 1-го барона Кромвеля
- 1966—1982: Дэвид Годфри Бевик-Копли, 6-й барон Кромвель (29 мая 1929 — 18 августа 1982), единственный сын предыдущего
- 1982 — н. в.: Годфри Джон Бевик-Копли, 7-й барон Кромвель (родился 4 марта 1960), старший сын предыдущего
  - Наследник: Дэвид Годфри Бевик-Копли (родился 21 сентября 1997), старший сын предыдущего

## Барон Кромвель, третья креация (1461)
- 1461—1471: Хамфри Буршье, 1-й барон Кромвель (умер 14 апреля 1471), сын Генри Буршье, 1-го графа Эссекса, муж Джоан Стэнхоуп, дочери сэра Ричарда Стэнхоупа и Мод де Кромвель.

## Барон Кромвель из Уимблдона, четвертая креация (1536)
- 1536—1540: Томас Кромвель, 1-й граф Эссекс (около 1485 — 28 июля 1540), сын владельца пивоварни Уолтера Кромвеля

## Барон Кромвель из Окема, пятая креация (1540)
- 1540—1551: Грегори Кромвель, 1-й барон Кромвель (около 1520 — 4 июля 1551), единственный сын Томаса Кромвеля
- 1551—1592: Генри Кромвель, 2-й барон Кромвель (1538 — 20 ноября 1592), старший сын предыдущего
- 1592—1607: Эдвард Кромвель, 3-й барон Кромвель (около 1560 — 27 апреля 1607), старший сын предыдущего
- 1607—1653: Томас Кромвель, 4-й барон Кромвель (11 июня 1594 — 20 ноября 1653), единственный сын предыдущего, 1-й виконт Лекал (1624) и 1-й граф Ардгласс (1645)
- 1653—1668: Вингфилд Кромвель, 5-й барон Кромвель (12 сентября 1624 — 3 октября 1668), старший сын предыдущего
- 1668—1682: Томас Кромвель, 6-й барон Кромвель (29 ноября 1653 — 11 апреля 1682), единственный сын предыдущего
- 1682—1687: Вер Эссекс Кромвель, 7-й барон Кромвель (2 октября 1625 — 26 ноября 1687), младший сын 4-го барона Кромвеля.

## Комментарии
1. ↑  Потомок в 17-м поколении, то есть прапра…(всего 15 раз «пра»)…внук.